# Caius Cassius Longinus (jogász)
Caius Cassius Longinus (1. század) római politikus, jogász, az előkelő plebeius Cassia gens tagja. Egyesek szerint azonos volt Caligula sógorával, aki 30-ban Asia provincia helytartója lett. Erre az ókori Pomponius utal, azonban elképzelhető, hogy tévedett. Felmerült a lehetőség, hogy mind ő, mind a vele összekevert Lucius Cassius Longinus consulok voltak abban az évben, sőt az is, hogy egyazon személyről van szó.
Claudius császár uralkodása alatt, 50-ben Syria helytartója volt. Bár kormányzása alatt nem volt háború, vasfegyelmet tartott a rábízott csapatoknál, és kondíciójuk fenntartására is ügyelt. Ő vezette az Eufráteszhez Meherdatest, akit a Pártus Birodalom királyává akartak tenni. Hazatérve hatalmas tekintélynek örvendett makulátlan személyisége és hatalmas vagyona révén, ám mindezzel kivívta Nero rosszallását. Császári parancsra 66-ban száműzték Szardínia szigetére, majd Vespasianus idején hívták vissza. Száműzetése idején vak volt, tudósít Suetonius.
Longinus felesége a híres jogász, Quintus Aelius Tubero lánya, és Servius Sulpicius unokája volt. Ő azonban nem csak így kötődött a római joghoz, hanem annak jeles művelője is volt: 10 könyvet írt a polgárjogról (Libri Juris Civilis), illetve kommentárokat Vitellius és Urseius Ferox munkásságához, amelyeket megőriztek a Digestában. Cassius Masurius Sabinus és Ateius Capito iskolájához tartozott, azonban mivel módszereiket még tudományosabb síkra vitte, az utána fellépő nemzedéket már Cassiani névvel illetjük.
| Elődei: Marcus Vinicius és Lucius Cassius Longinus | Consul 30 (suff) collega: Lucius Naevius Surdinus | Utódai: Tiberius és Lucius Aelius Seianus |